# ヨッシーストーリー
『ヨッシーストーリー』（Yoshi's Story）は、1997年12月21日に任天堂より発売されたNINTENDO 64用アクションゲーム。アメリカでは1998年3月12日、ヨーロッパでは1998年4月9日に発売。
2007年10月30日より、同社の家庭用ゲーム機Wii向けのサービス、バーチャルコンソール用のソフトウェアとして配信された。ただし、他の配信ソフトと同様、振動機能は使用できなくなる（2016年2月17日より配信されるWii Uのバーチャルコンソールも同様）。その他、2021年10月26日より配信された『NINTENDO 64 Nintendo Classics』にて、本作が初期ソフトの一つとして収録されている。

## ゲーム内容
プレイヤーは絵本に閉じ込められた世界の中で様々な色のヨッシーを動かし、ヨッシー達の幸せの源である「スーパーしあわせのツリー」を盗んだボスのベビークッパを倒すのが最終目的。ボスにたどり着くには、ストーリーモードで合計6つのステージをクリアしなければならない。
ゲームには6つのワールドが用意されており、さらに各ワールドには4つのステージがある。ワールドに入るごとにどれか1つのステージを選択する(全てのステージから選択するには前のステージ内でアイテムのスペシャルハートを入手していなければならない)。そのため、ゲーム中のデモシーンで展開される物語の組み合わせや、オールクリアまでのルート選択は4^6=4096通りにも及ぶ。さらに、スコアにあたるしあわせの量によってエンディングの内容が変化する。
各ステージにはゴールが存在せず、ステージ内に多数配置されているフルーツを合計30個食べることでステージクリアとなる。クリアに必要なフルーツの種類は、リンゴ・ブドウ・スイカ・バナナ・メロンの5種類で任意に選ぶことができる。ヨッシーの色によってフルーツの好みは異なり、ライフの回復数が異なる。但し、メロンはどの色のヨッシーも好物であり、全てのヨッシーで同じだけ回復する。また、隠しキャラクターであるくろヨッシーとしろヨッシーは、どのフルーツを食べても同じだけ回復し、他の6色のヨッシーが苦手なもの（トウガラシなど）でも、メーターが回復する。このフルーツを30個食べるという工程を、6つのステージで行いボスの所まで進む。ステージクリア時に倒した敵や食べたフルーツ、残っているヨッシーの数などによって得点が計算される。
モードには通常のボスまでの道のりを攻略する「おはなしモード」の他に、一度クリアしたコースを遊べる「トライアルモード」と、基本操作を覚えるのに最適な「れんしゅうモード」がある。
ヨッシーの操作は『スーパーマリオ ヨッシーアイランド』と同様で、ふんばりジャンプなどの特徴的アクションも引き継がれている。追加要素として、隠されたアイテムなどを探すために「においをかぐ」ことができる。
画面左上の、顔のある花を模した「にこにこメーター（以降メーターと表記する）」でライフが表される。物語上、ヨッシーのしあわせの度合いを示しており、アイテムや一部の敵を食べることで花びらが増えしあわせが増す。メーターがゼロの状態でダメージを受けるか穴に落ちる（即ミスの仕掛けやリタイアコマンドもある）とプレイしていたヨッシーがベビークッパ城に連れ去られてしまう。全てのヨッシーが連れ去られるとゲームオーバーとなり、おはなしモードでもトライアルモードでも記録なしになる。
なお、北米版では、途中セーブ機能があるため、本体のリセットボタンを押してもストーリーモードのセーブデータは保持される。

## プロローグ
ベビークッパに「スーパーしあわせのツリー」を奪われ、さらにヨッシー達の島は絵本の世界に変えられてしまった。
島のヨッシー達がみんな元気を無くしたなか、6色のタマゴから生まれたばかりのちびヨッシーたちは、スーパーしあわせのツリーを取り戻すために旅立った。
はたして最後のページにあるというベビークッパのお城にたどりつけるか？

## ステージ
本作のステージは工作・手芸で作られたような立体的かつ写実的なグラフィックで表現されている。「割れ物注意」のマークが印刷されているダンボールや、新聞紙、布、毛糸、風船、粘土など、現実世界で目にする物がステージを形作っているほか、画面の切り替えがページをめくる演出になっている。
各ステージで4つのコースが存在する。
はじまりの1ページ
コース1　ポチとたからさがし
基本操作を覚えるのに最適なステージ。コース名通り名犬ポチも登場し、ヨッシーの手助けをしてくれる。
コース2　ビックリンでびっくり
コース名通りビックリンが出現するが、実際に登場するのはステージの後半から。難易度は低め。
コース3　スーパーレールリフト
南国のステージ。序盤は竹馬ヘイホーが多く出現し、中盤からは雲リフトが初登場。
コース4　たかいとうをのりこえて
夜景が広がる塔のステージ。プロペラリフトや吹き出し雲で登ったり、パラソルで降りたりして進んでいく。
とざされた2ページ
コース1　ホネホネりゅうのあな
薄暗い洞穴のステージ。コース名通り、至るところにホネホネりゅうが住み着いており、ヨッシーの行く手を阻む。出現する敵キャラも多いが、難易度はそれほど高くはない。
コース2　ウンババのすむところ
溶岩の海が広がる洞窟ステージ。至るところにウンババが潜んでおり、ヨッシーの目の前に突然現れて驚かしてくる。バブルなどの溶岩に潜む敵キャラが数多く出現する。溶岩に落ちてしまうと無敵でも即ミスになるほか、球乗りをして溶岩を渡らなければならない場所もある。
コース3　ぷるぷるゼリーなどかん
至る所にゼリーが敷き詰められている地下ステージ。ステージ構造がかなり広く迷いやすい地形となっている。エリアのどこかに、おおナメクジが待ち受けている。
コース4　げきりゅうめいろ
コース3とよく似た地下ステージ。ステージ構造はさらに複雑で、あちこちから水が勢いよく流れてくる。水に触れてもダメージこそ無いが押されるため、場所によっては厄介な障害物となる。
くもの3ページ
コース1　くものあいだをぬけて
足場がない所が多いため、ヘビリンやドラゴンに乗って進んでいく。落ちたらミスの場所が多く、難易度は高め。ボスはムシャムシャ。
コース2　たかいぞQちゃんのとう
バネで塔を登ったり、葉っぱサーフィンで空中を進むステージ。キューちゃんが登場するのは後半から。このステージで流れるBGMは他のステージでは使われていない専用のものである。ボスはミエンデ。
コース3　さむくてもポチがいれば
辺り一面雪に覆われたステージ。ゆきだまヘイホーやあほーどりが妨害してくる。名犬ポチも至る所に出現する。ボスはにゅうどう。
コース4　ムカデでイライラ!
巨大なムカデが行く手を阻む雪原ステージ。輪っかに入って移動する場所があるが、操作には慣れが必要。ボスはドンババ。
ジャングルの4ページ
コース1　ガボンのいえ
あちこちにガボンが出現するステージ。ミノボンや巨大ワンワンが住み着いた家もある。ここで流れるBGMは、他のステージでは使われていない専用のものである。
コース2　ジャングルのみずたまり
初めて泳ぐことができる深い密林のステージ。後半からは巨大プクプクがヨッシーを食べようと襲ってくる。食べられてしまうと即ミスになってしまう。
コース3　パックンのふるさと
至る所にパックンフラワーが出現するステージ。タマゴでしか倒せない敵が多く、適度に補充しないと攻略は難しい。落ちたらミスの場所が多い上、球に乗って進む場面もあるなど、難易度は極めて高い。
コース4　ジャングルのニョロロン
不思議な生き物、ニョロロンが生息するジャングルのステージ。隠されたメロンやアイテムを取るには、彼らを利用しないといけない。ステージ後半はゲーコが住む水辺になっている。ここの水中は泳げるが、底無しになっているため、水底の一番下に沈むと即ミスになる。
うみの5ページ
コース1　うみといえばクラゲボン
クラゲボンが多く生息する海中ステージ。クラゲボンは倒すことができないため、避けながら進むしかない。途中、ウナボンが生息する海底がある。
コース2　おさかなたっぷり
様々な生物が生息する海中ステージ。見た目の華やかさとは裏腹に難易度は非常に高く、倒せない敵が数多く出現する。また、通路も狭い場所が多いため、敵キャラとの接触ダメージを受けやすい。
コース3　ビバ!バンブーダンサーズ
バンブーヘイホーが数多く待ち受けるステージ。最初に現れるジュゲムはメロンを6個持っており、パイポに混じって落としていくため、欲しい場合は追いかけなければならない(運が悪いと穴に向かって落とすこともある)。その関係上、メロン30個を達成するのが非常に難しくなっている。
コース4　ヘイホーのかいぞくせん
背景に出現する海賊船からボムへいが次々と撃ちこまれるステージ。足場となる岩ブロックが、ボムへいの爆発によって破壊されるため、落下ミスを誘発しやすくなっており、一瞬の油断が命取りになる。後半からはキラーも出現し、さらに難易度が上昇する。
さいごの6ページ
コース1　キカイなおしろ
クッパ城ステージ1。ブランコを操作して錘を巻き上げたり、歯車を乗り継いだりしなければ先には進めない。通路の至る所には巨大なつるぎが仕掛けられており、突然現れて行く手を阻んでくる。中盤に登場するプレス機に挟まれると、無敵状態であっても即ミスになってしまう。
コース2　リフトなおしろ
クッパ城ステージ2。こちらは至る所にノコギリが動き回っている。中にはパラソルで降りていく場所や、リフトさんに乗って進む場面もある。くろヘイホーが数多く待ち受けており、行く手を阻んでくる。
コース3　オバケなおしろ
クッパ城ステージ3。内部は全体的に薄暗い。あちこちにめかくしテレサがうろついており、むやみに動いたりすると追い回される羽目になる。ヨッシーにとっては厄介な存在なのだが、ブロックテレサなどは逆に利用する事も可能である。
コース4　マグマなおしろ
クッパ城ステージ4。開始早々マグマの海が広がっており（落ちてしまうと即ミス）、先に進むにはドラゴンに乗る必要がある。ほとんどの通路が狭いにもかかわらず、至る所から溶岩が流れて来るため、進行が困難。その他にもノコギリやおばけだま、バーナーヘイホーなど、触るだけでダメージを受ける敵やトラップが多数待ち受けている。

## キャラクター
ヨッシー
このゲームの主人公。卵から生まれたチビヨッシー。ゲーム開始時の初期は最大6匹から残り1匹までで、くろヨッシーとしろヨッシーも加われば最大8匹までに増える。ミスをしたら1匹がベビークッパ城へ連れ去られ、全て連れ去られてしまうとゲームオーバーとなる。いわゆる他のゲームの残機数の位置付けである。

### 味方
ワープちゃん
お腹に1〜4までの数字が書かれた丸っこい生き物。普段は寝ているが、ヨッシーに踏まれるなどすると目を覚まし、その場でバンザイしながらジャンプするようになる。ゲーム中にミスした際は、目を覚ましているワープちゃんのうちナンバーが一番大きいところから再スタートとなる。また上に乗ってジャンプすることで、次のナンバーのワープちゃんのところへ飛ばしてくれる。
ポチ
鼻も耳も無いが名犬。アイテムの匂いを嗅ぎつけてヨッシーに教えてくれる。
しろヘイホー
ヨッシーが1匹以上人数が欠けていると、コース内に必ず一匹隠れている。タマゴと同様に連れ歩け、コースクリア後、ヨッシーセレクトの画面に現れ、彼を選択すると連れ去られた（以前のコースでミスした）ヨッシーを連れ戻してきてくれる。いわゆる他のゲームの1UPの位置付けである。
しあわせちょう
光る蝶。食べるとにこにこメーターが満タンになる。
リフトさん
?ボックスから飛び出すオバケのような生き物。頭の上に木の足場を載せていて、乗ることができる。上に乗った状態で3Dスティックを動かすとその方向に伸び縮みする。
ヘビリン
尺取虫のような生き物。乗ると動き出す。上に乗ってジャンプすると折れ曲がって進行方向が変わる。緑のものは横に進み、上下に折れ曲がる。ピンクのものは上へ進み、左右に折れ曲がる。
ドラゴン
ヨッシーに似た顔の巨大な龍。クネクネ曲がりながら進んでいく。上に乗ることができる。３ページのコース１では緑、６ページのコース４では赤がいる。
ニョロロン
スライム状の細長いオバケ。左右に振れる・上下に伸び縮みするなど、様々なタイプがいる。赤いものは動かず、ヒップドロップすると縮む。
フワフワ
ふわふわ飛んでいる、上に乗れるオバケ。

### 敵
主人公がちびヨッシーで小さいため、敵キャラクターは若干大きめである（例：ヘイホーとヨッシーが同じくらい）。
食べられる敵のうち、美味しい敵は回復量、味のない敵は○、不味い敵は×と敵名の後に表記する。ヘイホーに限らず、同系色の敵を食べると大回復できる。スコアの設定されている敵を食べずに倒すと獲得スコアが２倍になる。

#### 雑魚
1ページ目初出
ヘイホー（1、同系色は3）
仮面を着けた敵キャラクター。赤・黄・緑・青の4種がいるほか、フルーツを持つ者もいる。ヨッシーのヒップドロップで色を変えることができる。同系色に変えてから倒すと高得点（白ヨッシーと黒ヨッシーはどの色で倒しても高得点になる）。
プロペラヘイホー（1、同系色は3）
背中にプロペラを付けた空飛ぶヘイホー。フルーツやトウガラシを持っているものはそれらを食べられると逃げてしまう。4人組みや、大規模な群れを成して横切る者もいる。
とうさんぞう
いじわるな象。名前の通り、手のマークの標識を持って、ヨッシーの通り道を邪魔する。倒せないかわりに、ヒップドロップで転ばせた間に通り抜けられる。
ケムちゃん
ハナチャンの毛虫バージョン。鼻歌を歌いながら移動しているだけだが、横から触るとダメージを受ける。体の部位全てを踏むと倒せ、メロンを落とす。
ミノボン
蓑虫型の敵。近づくと突然糸を垂らしながら降りてくる。食べられない上、タマゴを当てても弾かれてしまうため、倒せない。
ビックリン
?ボックスに隠れている風船のような生き物。タマゴやかるがーもをボックスにぶつけると正体を現し、息を吸い込んでヨッシーを吹き飛ばそうとする。ヘソのバンソウコウが弱点で、2回ぶつけるとしぼみ、メロンになる。
ホッピングヘイホー（1、同系色は3）
ホッピングに乗ったヘイホー。踏むと普通のヘイホーになる。たけうまヘイホーとは違い、そのまま食べられる。
かるがーも
丸っこい鳥の親子。触れてもダメージは受けない。親の後ろを歩く子供たちは連れていくことができ、タマゴと同様に投げることができる。ただし、ツボなどに入ると失われてしまう。
たけうまヘイホー
竹馬に乗ったヘイホー。踏むか、後ろからタマゴを当てて攻撃すると普通のヘイホーになる。
ウフフちょう（赤：3、赤・ピンク・黒・白ヨッシーは8）（青：×）
笑った顔に羽の付いた蝶。赤色⇔青色と交互に変色し、赤い状態で食べるとメーターが回復するが、青い状態で食べるとダメージを受ける。
キラー（2）
砲台から発射される砲弾。踏んで倒せるほか、食べることもできる。他の作品とは違い、砲台に乗ることはできない。ヨッシーに狙いを定めるタイプもある。
2ページ目初出
プチパックン（1）/プチパックンのたね（×）
飛び跳ねて移動する、白くて小さいパックンフラワー。綿毛の付いたトゲだらけの種が床に落ちると生まれる。普通に食べられる。
ホネホネりゅう
骨の竜。ヨッシーに目掛けて火の玉を吐いてくる。頭が弱点でヒップドロップかタマゴで2回攻撃すると倒せる。中ボスの三つ首タイプのものもいる。
ジュゲム（3、黒・白ヨッシーは8）
ゴーグルをつけて雲に乗ったカメ。トゲだらけのパイポを投げてくるが、岩石を投げる者や、水を落とす者もいる。タイムアタックやはばとびでメロンを運んでくる役目も果たす。倒すとその雲に乗れる。
とんがりくん
タマネギのような敵。一定の間隔でジャンプしながら移動する。触れるとダメージを受ける上に、食べられない。身体が硬くてタマゴも弾いてしまうため、何をしても倒せない。
バブル
火の玉。マグマの中から飛び出してくる。倒せない。
ウンババ
溶岩オバケ。倒せないが、タマゴを当てると一時的に溶岩の中に退散させることができる。どちらかというと『ヨッシーアイランド』版の姿に近い。
フレアバブル
大型のバブル。不気味な声をあげながら斜めに飛び出してくる。赤い湯気が目印。倒せない。
パオ（1、黄色・水色ヨッシーは3）
溶岩地帯に生息する青い象の頭型の敵。飛びながら、鼻から弾を発射してくる。食べられる。
すいてきくん（×）
くもや天井から降ってくる水滴。地面に落ちると跳ねながら近寄って来る。食べるとダメージを受けてしまう。どの手段でも倒せるが、食べてもタマゴにできない。
ゼリーテレサ
ゼリーの床から顔を出す同化したテレサ。顔にヒップドロップすると倒せる。
おおナメクジ
中ボス。ピンクとグリーンの迷彩柄のナメクジ。地面と天井を一方向に動くだけで、ヨッシーに攻撃はしてこないが、触るとダメージを受ける。ぶよぶよなのでタマゴを当てても跳ね返してしまう。花火を3回当てると倒せる。
トゲころがりくん（○）
紫のトゲ付きの玉型の敵。転がって体当たりしてくる。食べられるが、無限に現れる。
おやこテレサ
後ろにこどもを引き連れたテレサ。ヨッシーと反対側に動く。倒せないが、子供に紛れているメロンを食べるといなくなる。
3ページ目初出
ブンブン（○）
羽音がやかましい丸々としたハチ。常に集団で襲ってくる。どの手段でも倒せるが、無限に現れる。
ピヨピヨ（○）/ピヨピヨのやきとり（2）
空を飛ぶ丸いヒヨコ。どの手段でも倒せるが、無限に現れる。タマゴを当てるとやきとりになる。
Qちゃん
前作に登場した丸い九官鳥。ボールに陣取ってうろついているだけだが、触るとダメージを受ける。今回は無敵で、倒すことはできない。
アセカキくん
黒い頭に羽の付いたコウモリのような敵。踏めない上に食べられないが、タマゴをぶつければ倒せる。
ゆきだまヘイホー
雪のステージで、道の外から雪玉を投げてくる。無敵状態でヒップドロップをする以外では倒せないが、無敵以外でヒップドロップをすると雪玉を落とさせることができる。
あほーどり
「あほー」と鳴く白い鳥。背中に乗ることができる。爆弾を持っているものもいて、近付くと落としてくる。食べられないが、タマゴで倒せる。無限に現れる。
ムカデ
黄色い多関節の敵。足は無い。軌道にそって回っている。倒せない上、身体が長くてかわしにくい厄介な敵。
ターくん（1）
ペンギン。ヨッシーに体当たりしてくる。当たってもダメージは無いが、大きく弾かれるため、近くに穴があったりすると危険。今回はヨッシーが食べると卵になる。
4ページ目初出
ガボン（1、緑ヨッシーは3）
トゲ玉のシューリンガンを吐いて投げつけてくるカメ一族。
ハチのす
ヨッシーに気付くと、蜂が群体となって進行を邪魔する。避けるにはゆっくり歩けばよい。この時、巣にタマゴを当てるとゲンコツされてダメージを受けてしまう。
ワンワン
鉄球の身体をもつ犬。本作では、軌道に沿って左右に移動している。ヨッシーが触ってダメージを受けると、正面を向いて笑うような仕草を見せる。倒せない。
チビウナボン（2）
次々と現れるピンク色の小さなウナギ。無限に現れる。食べられるが、タマゴにできない。
ボンバーフルーツ（×）
トゲだらけの木の実。ヨッシーが近づくと突然実り、落ちてくる。不味いため、食べるとダメージを受ける。無限に現れる。
あかプク
巨大なプクプク。水上に飛び出しヨッシーを食べようと襲ってくる。食べられると一発でミス。倒せない。
あおプク
青い巨大なプクプク。こちらは水面から水を吹いてヨッシーを落として食べようとし、あかプクと同様に食べられると一発でミス。潜っていても襲われてしまう。倒せない。
ペロペロパックン
空飛ぶパックンフラワー。舌を伸ばしてきて、飲み込まれると手持ちのタマゴが無くなるほかヨッシーが一定時間小さくなってしまう。ただし、どれだけ食べられてもミスにはならない。タマゴで倒せる。
パックンフラワー
他のシリーズにも登場する人食い植物だが、本作のは巨大。トゲだらけの胴体部分を伸ばして襲ってくる。顔にタマゴをぶつけると、大木が切り倒されたような音を立てながら、倒れていく。道を塞ぐように現れるので、倒さないと先に進めない。
チューチューパックン
ペロペロパックンの地上固定版だが舌は出さないので、近づかなければ飲み込まれる事はない。タマゴで倒せる。
イモちゃん（×、青・水色ヨッシーは3）/イモちゃんのはっぱ(8)
葉っぱに乗ってふわふわと落ちてくる芋虫。食べるとダメージを受ける。青ヨッシーと水色ヨッシーは例外で、本体を食べても回復できる。食べた後は葉っぱだけが残り、軽くなる分大きく漂う。
なお、葉っぱさえ食べなければ何度でも復活するので青ヨッシー、水色ヨッシーなら無限にスコアを稼ぐことも可能。
プクプク（1）
マリオシリーズでお馴染みの魚。
ゲーコ（○）
ジャングルに住むカエル。集団で現れて、ヨッシーをしつこく追いかけてくる。近づくと動き出すタイプもいる。食べられるほか、踏んで倒す事も可能。通常サイズのほか、小さい者もいるがどちらも特徴は同じ。無限に現れる。
チビニョロロン
大人のニョロロンと異なり全身トゲだらけなので触れない上、タマゴを当てても弾かれてしまう。画面を切り替えるたびにサイズや色が変わる。通ろうとすると急に落ちてくるものもいる。倒せない。
5ページ目初出
クラゲボン
巨大な透明クラゲ。あおクラゲボン、あかクラゲボン、みどりクラゲボンがいる。それぞれ上下移動、ヨッシーに向かって移動、動かないという特徴がある。倒せない。あかクラゲボンは体内にフルーツを持っているものもいる。
トゲプク
ハリだらけのプクプク。食べられない上、狭い道を移動していることも多い。
ウナボン
ひょろ長い白色の魚。ヨッシーを囲むようにゆっくり回る。倒せない。
せんすいかんヘイホー
海中で登場する潜水艦に乗ったヘイホー。ヨッシーを見つけると魚雷を撃ってくる。魚雷はある程度なら追尾する。倒せない。
ポコポコ
海底にいる貝。吐いた泡に触れると取り込まれて浮かんでしまう（敵も泡に触れると浮かぶ）。倒せないが、ポコポコ自体は触っても平気。
イソズキンちゃん
イソギンチャク。触手を動かしており、触れるとダメージを受ける。倒せない。フルーツを隠し持っていることが多い。
バンブーダンサーズ
道の外にいて、竹を持って踊る二人一組のヘイホー。倒せない。
かいぞくせんヘイホー
海上（背景）の海賊船からボムへいを撃ってくる。倒せない。
ボムへい
爆弾。舌でつつくとタマゴと同様についてくる。投げて武器にすることはできるが、時間経過により爆発してしまう。
6ページ目初出
くろヘイホー（×、黒・白ヨッシーは2）
クッパ城に生息する重りをぶら下げた黒いプロペラヘイホー。ヨッシーが近付くと重りを落としてくる。食べるとライフが減る（黒・白ヨッシーは逆にライフが増える）。タマゴや無敵状態からのヒップドロップでも倒せるが、すぐに新手が現れるため、倒しても無意味。
めかくしテレサ
目隠ししたテレサ。ヨッシーが走ると気付いて襲ってくる。ジャンプやコインを取った音にも反応する。
テレサ
オバケ。姿を現しているとき、タマゴの破裂で出る花火でしか倒せない。
ブロックテレサ
ヨッシーが見ているとブロックに化けているテレサ。ブロックの時は上に乗れる。姿を現しているとき、花火を3回当てれば倒せる。
チビテレサ
小さなテレサ。群れをなしており、集団で襲ってくる。タマゴをぶつけると倒せるが、無限に現れるため、倒しても無意味。
おばけだま
オバケの球体。パッチワークのような縫い目と牙を剥き出しにしているのが特徴。好き放題に動いているように見えるが、実は軌道に沿って移動している。触るとダメージを受ける上、倒せない。
バーナーヘイホー
炎を吹き上げるバーナーを持って歩いているヘイホー。炎に触るとダメージを受ける上、通り抜けることもできない。床の下にいる為、倒せない。

#### ボス
中間となる「くもの3ページ」にはコースごとに中ボスがいる。
ムシャムシャ/クモガシ(１回舐めるごとに2)
跳ねて移動する綿菓子のような生物。舌を伸ばして体を舐めるたびに小さくなっていく。
公式攻略本や『スーパーマリオくん』での表記は「ムシャムシャ」だが、ゲーム内では「クモガシ」（雲菓子）と呼ばれている。
ミエンデ/ミエンデー
透明なお化け。彼のいる場所は光の屈折によって背景が歪んで見える。くもの3ページの中ボスでは唯一花火でもダメージを与えることができる。
公式攻略本や『スーパーマリオくん』での表記は「ミエンデ」だが、ゲーム内では「ミエンデー」と呼ばれている。
にゅうどう/にゅうどうさん
煙の魔神。普段は透明で攻撃が当たらず、その間は鉄球を落とす。火を吹く際に実体化する。
公式攻略本や『スーパーマリオくん』での表記は「にゅうどう」だが、ゲーム内では「にゅうどうさん」と呼ばれている。また、一部の攻略本では「ニュウドウサン」と片仮名表記になっている。
ドンババ
タラコ唇の怪獣。唇にタマゴを当てれば倒せる。歩くたびに金物が落ちてくるが、ヨッシーはこれらを食べて回復できる。
この中ボスのみ、媒体によって名前が異なるといったことが無い。
ラストステージ「さいごの6ページ」はどのコースを選んでもベビークッパとの戦いとなる。難易度はコース数に応じて上がる（攻撃頻度など）。
ベビークッパ
「さいごの6ページ」のボスであり、ラストボス。
最初は緑のオバケに乗って高みの見物。パラシュートを付けたボムへいが次々と降りてくる。
3回ダメージを与えるとオバケから降りて炎やヒップドロップで攻撃してくる。

## アイテム
タマゴ
基本の武器。敵を飲み込んだり、タマゴブロックから入手する。本作では『ヨッシーアイランド』とは違い、照準の位置は自由に動かすことができ、照準の位置までタマゴが飛ぶと、花火になって弾ける。この花火でしか倒せない敵もいる。
コイン
1枚1点に相当する。
コインちゃん
?ブロックの中から5枚飛び出し、全部回収するとメロンになる。食べることもできる。
メロンばこ
?ブロックなどから出現する。幾つも縦に重なった箱を落さないように規定位置まで運ぶことで、メロンが箱の数だけ手に入る。
スペシャルハート
一つのコースに必ず3つ隠されている。取った数に応じて、次のステージで選べるコースが増える。例えばステージ1でハートを2つ取れば、ステージ2ではコース1〜3の中からプレイするコースを選べる。
くろ、しろのタマゴ
4つのコースに二個ずつ隠されている。これを保有したままゴールすれば、次のコース選択画面からくろヨッシー、しろヨッシーが仲間に加わって、一度仲間にすることでゲームをクリアして最初からプレイすると最初から使用可能になっている。ただし、ミスしてしろヘイホーに助けてもらわずにゲームをクリアしたりゲームオーバーすると次のプレイではいなくなってしまう。また、仲間になってもトライアルモードでは使用できない。この2匹は舌が長く、大抵の敵を食べることができ、フルーツの好き嫌いも無い他、花火の威力が若干大きい。また、他のヨッシーに比べてくろヨッシーは声が低く、しろヨッシーは声が高い。

### フルーツ
7種類のフルーツがあり、落ちていたり宙に浮いていたり、シャボンに入っていたりする。食べるたびにメーターが回復し、同量のスコアを獲得できる。連続で同じフルーツ（トウガラシ・ハートフルーツ除く）を食べ続けることで、一個当たりのスコアが倍増していく。

#### 通常のフルーツ
6個ずつ存在し、基本的には1回復だが、ヨッシーの色と同系色フルーツを食べれば3回復する。また、ゲームを起動するたびにラッキーフルーツがルーレットで決定され、追加で6個配置される。ラッキーフルーツは好みにかかわらず8回復する。
リンゴ
あかヨッシー、ピンクヨッシーの好物。
バナナ
きいろヨッシーの好物。
スイカ
みどりヨッシーの好物。
ブドウ
あおヨッシー、みずいろヨッシーの好物。

#### 特殊なフルーツ
メロン
全てのヨッシーの好物。食べることで通常の3点に加え、別枠で100点が加算される。敵が持っていたり、地面に埋まっていたりして見つけにくいが、1コースに必ず30個存在し、全てメロンだけを食べてクリアすることもできる。
トウガラシ
辛いので食べるとふしあわせになり、メーターが1減る。スコアは減らない。くろヨッシーとしろヨッシーは例外で、食べるとメーターが増える。累計獲得フルーツには加算されない。
ハートフルーツ
ハート型のフルーツ。同じフルーツを6個連続で食べると出現（?シャボンなどから出てくる場合もある）。食べるとしばらく無敵（正式には スーパーにこにこ状態）となり、ヒップドロップで画面上の全敵を一編にフルーツ（ラッキーフルーツと同じ種類）に変えられるほか、舌の伸びる長さが1.5倍になり、タマゴをいくらでも投げられるようになる。他にもタマゴの花火が大きくなり、しろヨッシーとくろヨッシーの場合は画面が揺れてシャボンが割れる効果もある。また無敵中の間はBGMの曲調がロックミュージック風に変化する。スコアは8点。画面が切り替わると効果は切れる。累計獲得フルーツには加算されない。

## イベント
メロンを獲得するために行われる。最高で7つのメロンを獲得することができる。
タイムアタック
「?」ブロックを壊すとスタートフラッグが出る。できるだけ急いでゴールフラッグまで到達することが目的。かかった時間によりもらえるメロンの数が変化する。
メロンばこはこび
メロンが描かれたバケツを壊すと7つのメロン箱が降ってくる。それを落とさないようにゴールフラッグまで持っていくことが目的。7つのメロン箱は一度に降ってくるとは限らない。ゴールまで持っていったメロン箱の数だけメロンがもらえる。メロン箱を倒したり落としてしまうと失敗となり、メロンはもらえない。
はばとび
ジャンプしてより遠くへ到達することが目的。そのままジャンプしても遠くへ到達しないので、踏ん張りジャンプを駆使するしかない。ジャンプした飛距離に応じてもらえるメロンの数が変化する。

## 仕掛け
メッセージブロック
叩くとヒントをしゃべってくれる。やや毒舌。
タマゴブロック
叩くとタマゴを出す。出すのは緑色のタマゴのみ。
!ブロック
舌を伸ばしてつかまると、ヨッシーが乗ることができる。
?ブロック
アイテムが入っている。
?箱
アイテムが入っている。横から押して動かせる。ヒップドロップや箱同士をくっつける、ゼリーの中に入れるなどしてアイテムが手に入る。これを足場として利用しなければならない場所もある。また、ビックリンが入っている事もある。
?スイッチ
踏むと何か仕掛けが動き出す。パネル状のスイッチはタマゴを当てることで作動する。
?シャボン
割ると何か出てくる。敵が出てくることもある。
ツボ
入るとワープできる。
くものリフト
点線に沿って動く。切り替えスイッチでコースを変えることができる。なお点線の端が閉じてないときは、リフトはそのまま落ちてしまう。
ゴムボール（※正式名称不明）
上下左右の矢印が描かれた赤いボール。触れると大きく弾かれる。点線や地形に沿って動いている。
プロペラリフト
乗るとプロペラが回りだし上昇する。左右に方向転換も可能。
傘
落下中に広げるとゆっくり下降できる。左右に移動する際には大きく方向転換する。
かぜふきくも
矢印の方向に風を吹いている雲。ふんばりジャンプ中に乗るとさらに高く飛び上がれる。
ゼリー
乗ると沈み込む。赤いゼリーは柔らかく、水色のゼリーはやや硬い。不透明のものもある。ヒップドロップすると早く沈み込む。
玉
乗って転がして進む。空中に浮いているものは端に乗るとその場で回転する。
バネ
乗ると大きくジャンプする。様々な長さ・太さがあり、ジャンプ力が異なる。
ハッパ
上に乗って空中をサーフィンできる。体重移動することで方向をコントロールできる。
トゲ鉄球（※正式名称不明）
鎖の先にトゲの付いた鉄球があり、ゆっくり巻き上げられた後落ちてきたり、振り子のような動きをする。
シーソー
ヨッシーの乗った方へ大きく傾く。
輪っか
乗って走りながら転がすことで、前方へと進んでいく。走る速度を調節をしないとコントロールができず、敵に当たったり、穴に落ちてミスになる危険性がある。
ブランコ
キカイなおしろにある。上に乗って左右に動かすと大きく揺れ、通路を塞いでいる錘を巻き上げる事ができる。揺れが収まると錘が下がり、挟まれてしまうと即ミス。
巨大なつるぎ
キカイなおしろにある。床や天井、壁から突然出てきて、当たるとダメージを受ける。出てきた後、左右に動くタイプもある。
北米版では、左右に動くタイプのものはピンク色をしている。
歯車
キカイなおしろにある。足場にできるが、端に乗ると回転する。3つ連なったタイプは自動で動いており、間に巻き込まれると即ミス。
ドラム
キカイなおしろにある。乗ると手前か奥に回転し、そのまま乗っていると落下してしまう。
プレス機（※正式名称不明）
キカイなおしろにある。一定の間隔で作動し、ヨッシーを押しつぶそうとする。挟まれてしまうと即ミス。
ノコギリ
オバケなおしろ以外にある円形状のノコギリ。キカイなおしろとマグマなおしろでは床や壁や天井に取り付けられており、リフトなおしろでは軌道に沿って作動している。いずれも当たるとダメージを受けてしまう。
溶岩の滝
マグマなおしろにある。煙が出た後、パイプから放出される。かすっただけでもダメージを受けてしまう。

## 開発
発売前には「ヨッシーの絵本」というタイトルで製作予定だったが、後に「ヨッシーストーリー」に変更された。また「ヨッシーアイランド64」という仮題が付けられていた。
従来の作品では、ヨッシーの鳴き声は効果音（サウンドエフェクト）が使用されていたが、本作で初めて戸高一生の声を加工した音声が使用された。

## 漫画作品
- 『ヨッシーストーリー:任天堂オフィシャルBOOK ヨッシーの絵本（小学館ワンダーブックス）（1997年12月1日発売、あべさより作、小学館、ISBN 4092532962）
- 『スーパーマリオ64 ヨッシーストーリー編1』（1998年6月1日発売、本山一城作、講談社、ISBN 4063199398)
- 『スーパーマリオ64 ヨッシーストーリー編2』（1998年8月6日頃発売、本山一城作、講談社、ISBN 9784063339628)
- 『マリオのぼうけんランド』（1999年2月発売、河井リツ子作、小学館、ISBN 9784092532038、1562円（税込））
- 『ヨッシーストーリー4コマまんが王国』（1998年4月1日発売、双葉社、ISBN 4575935611）
- 『ヨッシーストーリー4コマまんが劇場』（1998年3月1日発売、スクウェア・エニックス、ISBN 4870252961）
- 『ヨッシーストーリー4コマギャグバトル』（1998年3月1日発売、光文社、ISBN 4334804144）
- 『ヨッシーストーリー4コマギャグバトル にこにこ編』（1998年8月10日発売、光文社、723円（税込）、ISBN 9784334804282）
- 『いこうよブラザー! ヨッシーストーリー』（単行本未収録、1998年、あおきけい＆みかまる作、宝島社ポケットランドVOL.2掲戴）

他、『スーパーマリオくん』の19巻～21巻に『ヨッシーストーリー編』が収録されている。

## 攻略本
- 『ヨッシーストーリー 攻略ガイドブック』（1998年1月1日発売、ティーツー出版、ISBN 4900700959)
- 『ヨッシーストーリー 攻略の帝王』（1998年2月1日発売、宝島社、ISBN 4796613013)
- 『N64 ヨッシーストーリー 任天堂公式ガイドブック』（1998年2月20日発売、小学館、1047円（定価）、ISBN 9784091026194)
- 『ヨッシーストーリー 完全攻略』（1998年4月10日発売、ジャングル・ファクトリー、ISBN 479521641X)
- 『ヨッシーストーリー 完全攻略読本』（1998年2月19日発売、ジャパンミックス、ISBN 9784883214570）
- 『ヨッシーストーリー ハイパーガイドブック』（1998年2月20日発売、光栄、ISBN 9784877195762）
- 『ヨッシーストーリー パーフェクトブック』（1998年3月発売、宝島社、ISBN 9784796613156)
- 『ヨッシーストーリー 最終攻略読本』(1998年2月19日発売、ジャパン・ミックス、935円（定価）、ISBN 4883214575)
- 『ヨッシーストーリー 必勝攻略法』（1998年2月発売、双葉社、1000円（定価）、ISBN 9784575610970)
- 『ヨッシーストーリー パーフェクトプログラム ニコニコハッピー手作り攻略本』（高橋書店、ISBN 4471360191）
- 『ヨッシーストーリー 完全攻略ガイド』（1998年2月20日発売、電撃NINTENDO64特別編集、ISBN 9784073083306)
- 『ヨッシーストーリー PEREFTC GUIDE』（1998年4月2日発売、1078円（定価）、新声社、ISBN 4881994492)
- 『わくわくヨッシーストーリーガイド』（1998年3月1日発売、アクセラ、1045円（定価）、ISBN 4900952710）